# ティーガン&ケイレン
Tegan&Kaylen（ティーガン&ケイレン）は、ハワイのロコガールTegan(ティーガン)とKaylen(ケイレン)によるVocal&Ukulele デュオ。ハワイで開催されたInternational Ukelele Contest 2018にて、総合優勝ほか四部門で首位を獲得。ピュアでソウルフルな2人の歌声と、ハワイが育むヘルシーで愛らしいキャラクターが魅力。作詞作曲も始め、その才能を開花させている。デビューシングル「今キミ想う(Ima Kimi Omowu)」が長谷川潤出演のJAL HAWAII CMソングに抜擢されている。2018年7月29日（日）FUJI ROCK FESTIVAL Gypsy Avalonステージに最年少で出演が決定している。

## プロフィール
Tegan(ティーガン)
本名：Tegan Inoue。日本とアメリカのハーフで、幼少の頃から歌のコンテストで1位を獲得するなど音楽的感性を持ち合わせ、近年は作詞作曲を次々と手掛けるなどその才能を開花。趣味はサーフィン、スケートボード、水球、作詞作曲、ギター、素潜り、音楽鑑賞の15歳。
Kaylen(ケイレン)
本名：Kaylen Landry。バスケットボール、サッカー、野球、スケートボードなどが趣味の陽気で活発なロコガール。12歳の時に出場したハワイのオーディション番組Hawaii Starsでファイナリストに。ヒップホップ／フラダンスも得意な13歳。

## ディスコグラフィー
シングル
|     | 発売日       | タイトル                                 |
| --- | ------------ | ---------------------------------------- |
| 1st | 2018年7月5日 | 今キミ想う(Ima Kimi Omowu) / Perfect Day |

アルバム
|     | 発売日        | タイトル       |
| --- | ------------- | -------------- |
| 1st | 2018年7月25日 | Tegan & Kaylen |